# Каррер, Луиджи
Луиджи Каррер (итал. Luigi Carrer; 12 февраля 1801, Венеция, — 23 декабря 1850, там же) — итальянский поэт.
Был профессором философии в Падуе, позже профессором технической школы в Венеции и директором музея Коррер там же. В поэзии был последователем Уго Фосколо. Сочинил «Poesie» (Падуя, 1831; лучшее издание Флор., 1856), «Prose e poesie» (Венеция, 1837), «Apologhi» (там же 1841). Наиболее популярно было его «L’anello di sette gemme» (Венец., 1838), поэтически описывающее историю и обычаи Венеции.
Каррер пересадил на итальянскую почву немецкую балладу в своих «Ballate» (Венец., 1838). Собрание некоторых прозаических работ Каррера — в «Prose» (Флор., 1855). Написал также «Saggio sulla vita e sulle opere di С. Goldoni» (Венец., 1824) и «Discorso» о Т. Тассо (в III т. падуанского издания «Gerusalemme liberata», 1827—1828).